# ヨランダ・ディアス
ヨランダ・ディアス・ペレス（スペイン語: Yolanda Díaz Pérez、1971年5月6日 - ）は、 スペインの政治家、弁護士。スペイン共産党に所属し、第2副首相および労働・社会経済大臣を務めている。

## 経歴
1971年にガリシア地方のア・コルーニャ県フェネで生まれる。サンティアゴ・デ・コンポステーラ大学で法学を学び、都市計画、労使関係、人事労務管理の3つの修士号を取得した。その後はサンティアゴ・デ・コンポステーラの法律事務所で働き、1998年にはフェロルで自らの法律事務所を立ち上げている。

### ガリシア統一左翼時代
2005年、ガリシア統一左翼の代表に選出される。同年の自治州議会選挙では、自治州首相候補として選挙に挑んだだが、得票数は12,000票あまり（得票率0.8%）で第4党にとどまり議席を獲得することはできなかった。2007年の自治体選挙では自身も出馬したフェロルで5,203票（得票率14.19％）を獲得し、2議席から4議席に躍進した。フェロルではガリシア社会主義者党（PSdeG）のビセンテ・イリサーリと連立政権を組織、2008年10月に連立を解消するまで副市長を務めた。
2012年の州議会選挙に向けてアノーバ＝イルマンダーデ・ナショナリスタ、ガリシア統一左翼、EQUO Galicia、Espazo Ecosocialista Galegoなどによって地域選挙連合「アルテルナティーバ・ガレーガ・デ・エスケルダ」（AGE）が結成され、ディアスはAGEの候補として州議会選挙に立候補し初当選。2015年スペイン議会総選挙にはガリシア統一左翼が参加する選挙連合「エン・マレーア」の候補として立候補し、初当選。
2017年6月、2005年から務めていたガリシア統一左翼の代表を退任した。2019年4月に実施された総選挙では、社会労働党（PSOE）が第1党となったが単独過半数には達しなかったため、統一左翼（IU）が参加するウニダス・ポデモスとの間で連立協議が行われたが、この連立協議に関しIUの連邦指導部と意見が一致しなかったため2019年10月にIUを離脱した。なおスペイン共産党には引き続き所属している。

### 閣僚時代
2019年11月に実施された総選挙でも、PSOEが第1党となった。過半数を獲得できなかったが、ウニダス・ポデモスとの連立政権樹立が合意された。2020年1月13日に第2次サンチェス内閣が発足し、ディアスは労働・社会経済大臣として初入閣した。
2021年7月12日に内閣改造が行われた際には第3副首相を退任し、労働・社会経済大臣との兼任で第2副首相に就任した。